# Air Saint-Pierre
L'Air Saint-Pierre è una compagnia aerea regionale della collettività d'oltremare di Saint-Pierre e Miquelon, piccole isole a fianco del Canada.

## Storia
La società fu fondata il 6 marzo 1961 come société anonyme. Le prime attività furono confinate al buon cuore degli isolani con sporadici voli dove e quando fosse necessario. I voli di linea furono inaugurati il 6 marzo 1964 utilizzando un Douglas DC-3 in cogestione con Eastern Provincial Airways del Canada sulla rotta Saint-Pierre ↔ Sydney (Nuova Scozia). Alcuni anni dopo l'azienda si decise al gran passo, l'acquisto di un velivolo, un biturboelica BAe 748, adatto al volume di traffico maturato nel frattempo.
In tempi più recenti è stato acquistato un ATR 42, affiancato da un Cessna Caravan II costruito su licenza dalla Reims Aviation.
La compagnia collega la collettività d'oltremare di Saint-Pierre e Miquelon con alcune destinazioni in Canada e da Montréal offre voli in corrispondenza per Parigi con l'Air France.

## Flotta

### In servizio
- 1 ATR 42-500 F-OFSP
- 1 Reims-Cessna F406 Caravan II F-OSPJ

### Radiata
- 1 ATR 42-320 (immatricolato F-OHGL, battezzato Albert Briand, in servizio dal 1994 al 2009)
- Douglas DC-3
- BAe 748
- Piper PA-23 Aztec
- Piper PA-31 Navajo